# Nacarid Escalona
Nacarid Escalona Acosta (Caracas, 10 de marzo de 1965) es una actriz y modelo venezolana.

## Biografía
Nace en Caracas capital de Venezuela el 10 de marzo de 1965. Sus padres Jose Simón Escalona Ibarra ya fallecido y de Angelica Eloísa Acosta aún con vida y reside en Caracas. Hermana del escritor y dramaturgo venezolano José Simón Escalona Acosta y de la bailarina, coreógrafa y directora de teatro Angelica Escalona Acosta. De su primer matrimonio nació su única hija Marian Eloísa En 1996 contrajo nupcias con el actor Nacho Huett del cual se separó en 2006. Lugar de Residencia Actual Madrid

## Experiencia teatral
Con una trayectoria de 30 años en el teatro venezolano, se inicia en el taller de jóvenes artistas realizado por el grupo teatral "Theja", participando en varias obras infantiles.

### Autorretrato de Artista con Barba y Pumpa
Autor: José Ignacio Cabrujas.
Dirección: José Simón Escalona
Troyanas
Autor: Eurípides. 
Dirección: Javier Vidal
Marilyn, La Última Pasión
Autor: José Simón Escalona.
Dirección: Javier Vidal
Show Time
Autor: Javier Vidal.
Dirección: Rosalio Inojosa
Actos Ilícitos 
Autor: Javier Vidal.
Dirección: Javier Vidal
El Amor de Visita
Autor: Alfred Jarry. 
Dirección: Frank Spano
Preguntas
Autor: Román Chalbaud.
Dirección: Frank Spano
Hipólito Velado
Autor: Eurípides, Racine.
Dirección: José Simón Escalona
C.i.n.k.o.
Autor: Javier Vidal.
Dirección: Javier Moreno 
El Público
Autor: Federico García Lorca.
Versión y Dirección: José Simón Escalona
Prometeo Encadenado
Autor: Esquilo. 
Dirección: José Simón Escalona.
- La Celestina
Autor: Fernando De Rojas.
Dirección: José Simón Escalona
De Todo Corazón
Autor: José Simón Escalona. 
Dirección: José Simón Escalona
De Todos Modos
Autor: José Simón Escalona. 
Dirección: José Simón Escalona
A 2,50 La Cuba Libre
Autor: Ibrahim Guerra.
Dirección: Luis Fernández

## Obras MicroTeatro de ¼ Venezuela
```
La Diva
```

Autor: José Simón Escalona. 
Dirección: Javier Vidal
-Confesionario
Autor: José Simón Escalona. 
Dirección: José Simón Escalona
La viuda
Autor: José Simón Escalona.
Dirección: José Simón Escalona
Burdel
Autor: José Simón Escalona. 
Dirección: José Simón Escalona
La Culomántica
Autor: José Simón Escalona.
Dirección: José Simón Escalona

## Participación en Festivales Internacionales de Teatro
Festival Internacional de Bogotá, 1989. 
Obra: Autorretrato de Artista con Barba y Pumpa. 
Grupo Theja.
Festival Internacional de Hessen, Alemania 1991. 
Obra: Autorretrato de Artista con Barba y Pumpa. 
Grupo Theja.
Festival de La Frontera, 1995. 
Obra: El Amor de Visita. 
Grupo Theja.
Festival de Londrina, Brasil 1995. 
Obra: El Amor de Visita. 
Grupo Theja.
Festival Internacional de Caracas, 1993.
Obra: Troyanas.
Grupo Theja.
Festival Internacional de Caracas, 1995. 
Obra: Marilyn, La Última Pasión.
Grupo Theja
Festival Internacional de Caracas, 1999. 
Obra: Show Time.
Festival Internacional de Caracas, 2001. 
Obra: Hipólito Velado.

## Premios
```
Premio Municipal de Teatro 1997.
```

Obra: Actos Ilícitos. 
Grupo Theja.
Premio Municipal de Teatro 2003.
Obra: Hipólito Velado.
Grupo Theja.
Premio Municipal de Teatro 2005.
Obra: El Público. 
Grupo Theja.
Premio Municipal de Teatro 2007.
Obra: La Celestina. 
Grupo Theja.

## Televisión
Llovizna
Marte TV
La llaman Mariamor
Marte TV
Aunque me cueste la Vida
RCTV
Carita pintada
RCTV
Angélica Pecado
RCTV
A calzón quitao
RCTV
Trapos íntimos
RCTV
Dr. G y las mujeres
RCTV
¡Qué buena se puso Lola!
RCTV
Amor a palos
RCTV
Toda una dama
RCTV
Calle Luna, Calle Sol
RCTV INTERNACIONAL
Nacer contigo
Televen

### Premios que ha obtenido por sus actuaciones en televisión
El Universo del Espectáculo
Mejor actriz característica del año 2007, por el personaje de La Leona Barrios en la exitosa telenovela "Toda una dama", de Iris Dubs
2 de Oro
Mejor Actuación Especial del año 2007, en la novela Amor a palos, de Martin Hahn.

#### De la televisión al cine
Películas en las que ha actuado:
El hijo de mi marido
Escrita y dirigida por José Simón Escalona